# Джаванмарди, Сарех
Сарех Джаванмарди (перс. ساره جوانمردی‎; род. 8 декабря 1984, Шираз) ― иранская спортсменка-паралимпиец. Стрелок. Также известная как Сарех Джаванмардиодмани или Сарех Джаванмарди Додмани, она стала первой женщиной из Ирана, выигравшей золото в категории стрельбы на Паралимпийских играх.

## Биография
Родилась 5 декабря 1984 года в Иране.
На Паралимпийских играх 2012 года, проходивших в Лондоне, она завоевала бронзовую медаль в категории P2 (10-метровый пневматический пистолет SH1).
Позже в 2014 году Паралимпийский комитет Азии признал лучшей спортсменкой Азии с ограниченными физическими возможностями. Это произошло благодаря двум золотым медалям, которые она выиграла на Паралимпийских играх 2014 года в Инчхоне, Южная Корея .
На летних Паралимпийских играх 2016 года она набрала 193,4 балла и выиграла золотую медаль в Рио-де-Жанейро в соревнованиях по стрельбе из пневматического пистолета P2 10 м. Там же она завоевала вторую золотую медаль в дисциплине смешанный пары 50-метровый пистолет Ш1.
На Паралимпийских играх 2020 в Токио Сарех Джаванмарди стала чемпионкой в стрельбе из пневматического пистолета 10 метров Ш1.

## Награды
Признана Allianz лучшей спортсменкой Паралимпийских игр в Рио-де-Жанейро в 2016 году
Признана Паралимпийским комитетом Азии лучшей спортсменкой Азии с ограниченными физическими возможностями в 2014 году.